# Nicolas Adam
Pour les articles homonymes, voir Adam (homonymie).
Nicolas Adam était précepteur au XVIIIe siècle en France. À la suite de Radonvilliers, il a développé une méthode globale d'apprentissage de la lecture pour les enfants de familles riches, en adaptant son rythme à chaque enfant, et en ne travaillant qu'avec un enfant à la fois. C'est une des origines des méthodes globales actuelles et de l'approche Whole Language.

## Publications
- La vraie manière d'apprendre une langue quelconque, vivante ou morte, par le moyen de la langue française, Morin, Paris, 1787